# شل
شل بي إل سي (بالإنجليزية: Shell plc) المعروفة سابقا باسم رويال داتش شل (بالإنجليزية: Royal Dutch Shell)، هي شركة نفط متعددة الجنسيات بريطانية وهولندية الأصل، تعتبر ثاني أكبر شركة طاقة خاصة في العالم. تأسست شل عام 1907 ويقع مقرها الرئيسي في لاهاي بهولندا، ولها مكتب مركزي في لندن بالمملكة المتحدة. وتمتلك الولايات المتحدة نسبة 40 % من رأس مالها.

## الشركات التابعة والاستحواذات
- Shell Lubricants
  - Raj Petro Specialities
- Shell Eastern Trading
  - Pavilion Energy
- Shell Energy
  - Powershop
  - RISEC Holdings
  - Next Kraftwerke
- Shell U.K
  - MIDEL
  - MIVOLT
- Shell Petroleum
  - Nature Energy
  - Impello Limited and its units known as First Utility
- Shell Overseas Investment 
  - Solenergi Power Private Limited
  - Sprng Energy group
- Shell New Energies
  - Savion
- Shell Offshore
- Shell Pipeline
- Shell Retail and Convenience Operations
- BG Group

### مجموعة بي جي
مجموعة بي جي (بالإنجليزية: BG Group) هي شركة بريطانية متعددة الجنسيات، مقرها ردينغ بالمملكة المتحدة، وتعمل في مجال استكشاف وإنتاج النفط والغاز الطبيعي، 
استحوذت عليها شل في 15 فبراير 2016.
قبل الاستحواذ كانت واحدة من أكبر 20 مجموعة تعمل في مجالات النفط والغاز في العالم، وهي أيضا ثالث أكبر منتج للنفط والغاز في المملكة المتحدة وأدرجت بمركز 28 في تصنيف شركات الطاقة العالمية في عام 2012. يعود أصل بي جي إلى شركة الغاز البريطانية الحكومية. تمت خصخصة الشركة عام 1986 وسميت البريطانية للغاز بي إل سي، ثم انقسمت الشركة إلى بي جي بي إل سي (BG plc) وسنتريكا في عام 1997. وفي ديسمبر 1999، انتهت شركة BG plc من إعادة الهيكلة المالية التي أسفرت عن إنشاء شركة أم الجديدة، هي مجموعة بي جي (BG Group plc).
يقع المقر الرئيسي للمجموعة في المملكة المتحدة، وتعمل في أكثر من 25 بلد في أفريقيا وآسيا وأستراليا وأوروبا وأمريكا الشمالية والجنوبية. أنتجت مجموعة بي جي حوالي 657 ألف برميل من مكافئ النفط يوميًا في عام 2011، وهو ما يمثل زيادة قدرها 3٪ عن السنة السابقة.في عام 2009 كان مجموع الاحتياطيات المؤكدة للمجموعة 2٫6 مليار برميل من مكافئ النفط، ويقع نصفها تقريبًا في مصر والمملكة المتحدة (25٪ و24٪، على التوالي).

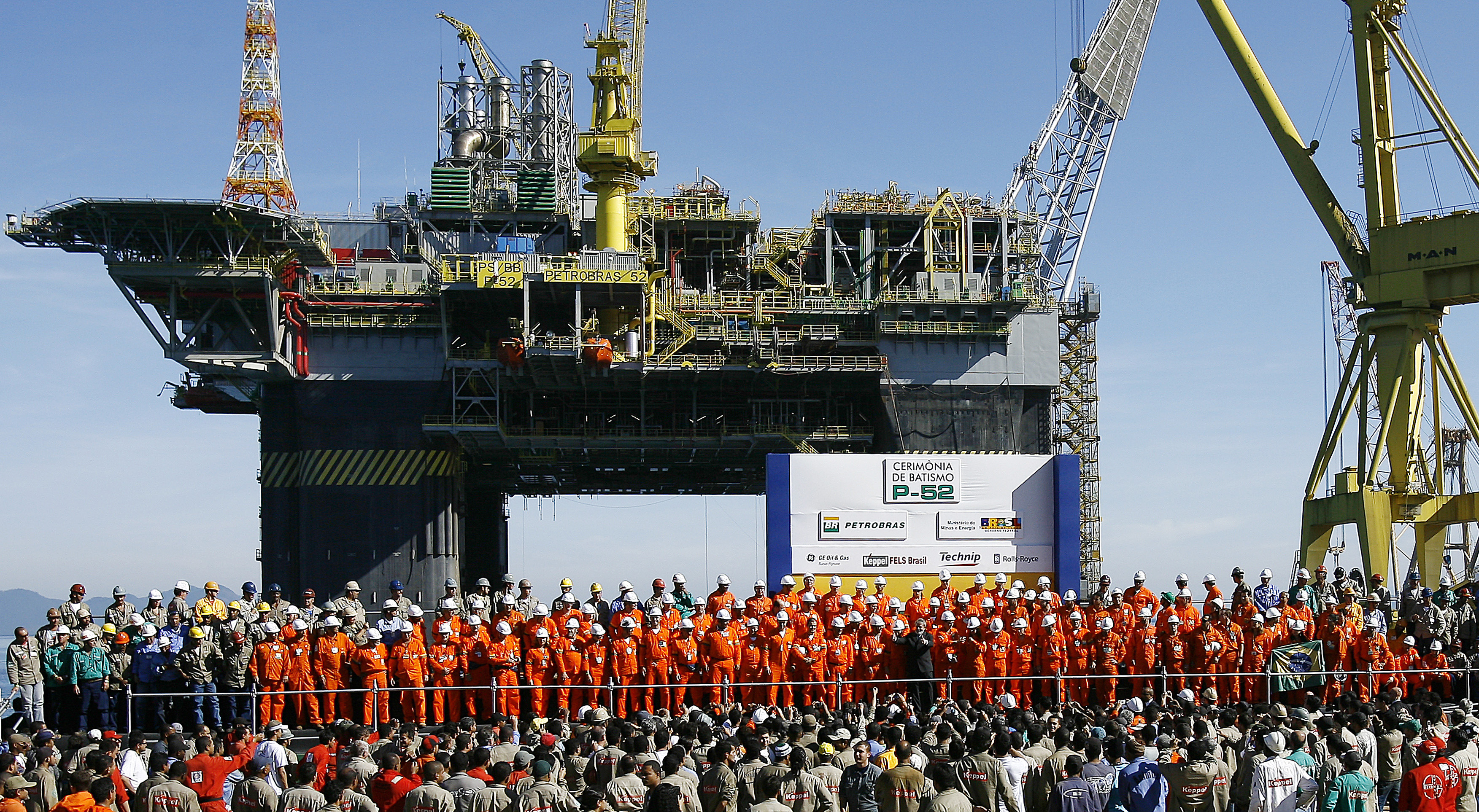
حفل لإطلاق منصة للنفط P 52، التي تعمل في حوض كامبوس.

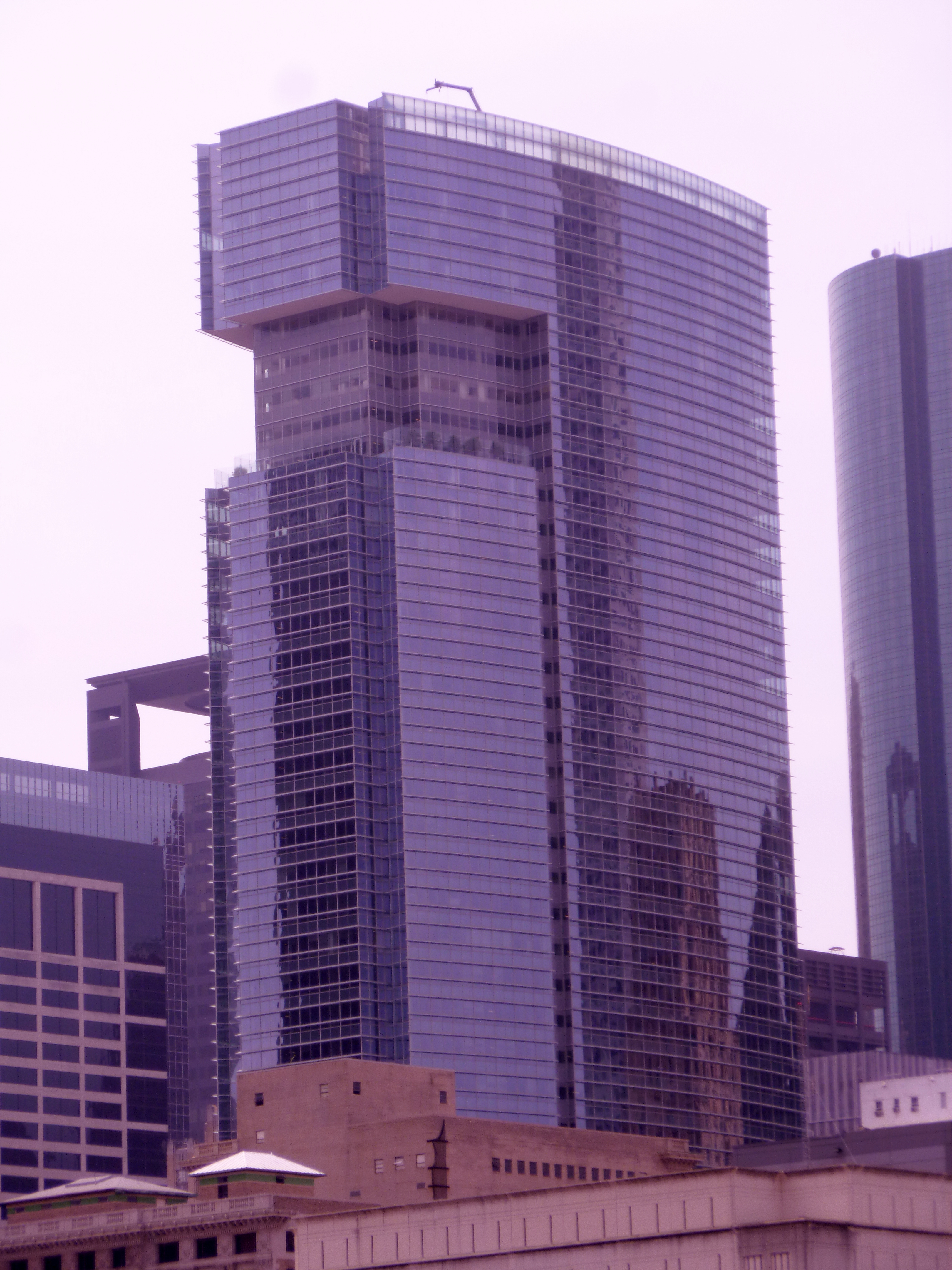
مقر مجموعة بي جي في هيوستن، الولايات المتحدة، ومقر مجموعة بي جي في أمريكا الشمالية.

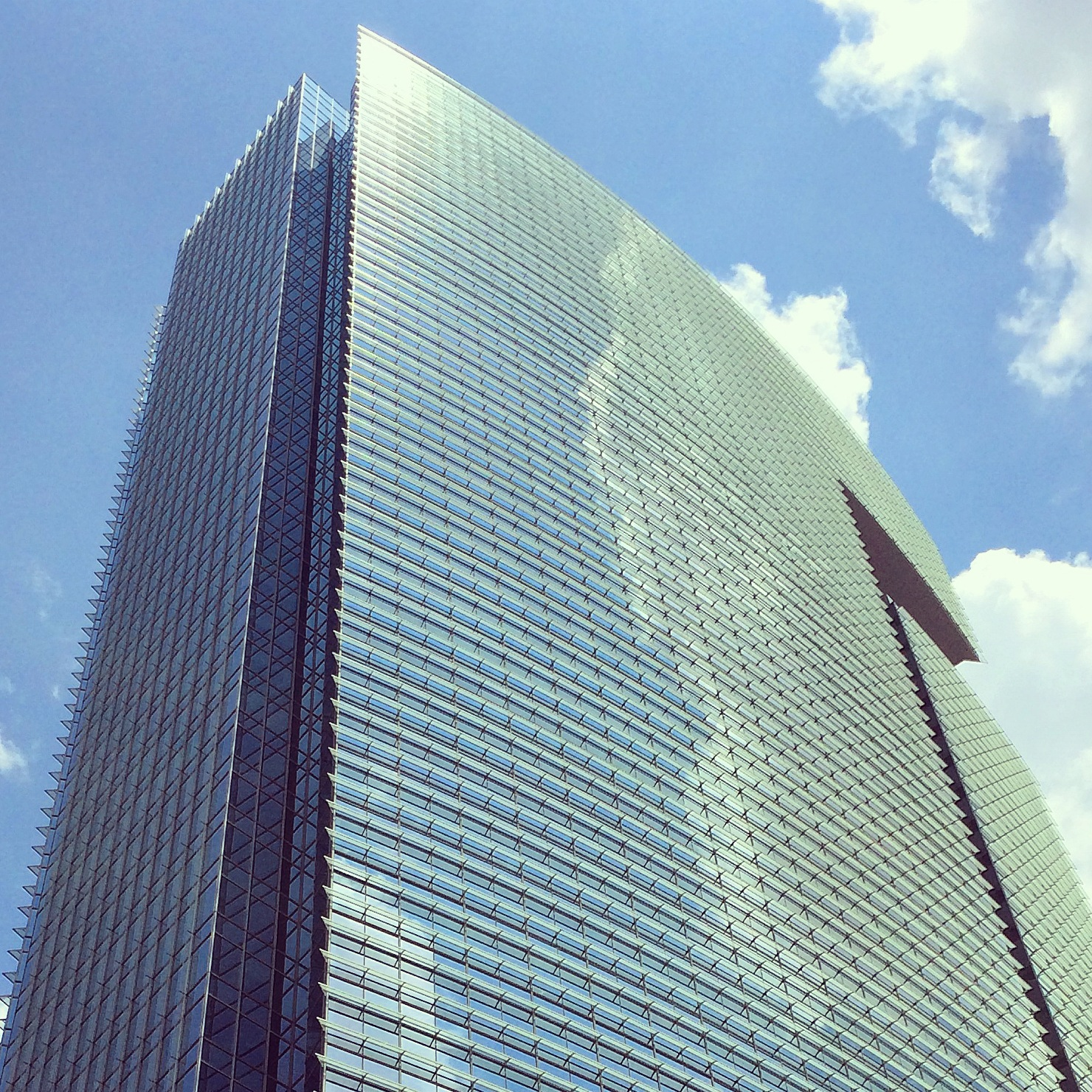
مقر مجموعة بي جي في هيوستن

تكشف النتائج الكاملة لسنة 2011 لمجموعة بي جي عن ارتفاع إجمالي الأرباح التشغيلية بنسبة 19٪ إلى 8٫2 مليار دولار أمريكي، ويرجع ذلك أساسا إلى سير العمل في المشروعات الكبرى في أستراليا والبرازيل. وقال الرئيس التنفيذي للمجموعة فرانك تشابمان في التقرير، أن بي جي قد وقعت اتفاقًا تاريخيًا مع سابين باس للتسييل، مما يؤمن لها اتفاقًا بحجم تصدير قدره 5٫5 ملايين طن سنويًا من الغاز الطبيعي المسال خلال العشرين عامًا المقبلة. في حين انخفض حجم الإنتاج الكلي للمجموعة بنسبة 1٪ بسبب قيود البنية التحتية في بحر الشمال، ارتفع الإنتاج خارج المملكة المتحدة بنسبة 5٪.
انخفضت الأرباح التشغيلية للمجموعة بنسبة 12٪ في الربع الرابع من عام 2012، وهو الأمر الذي فسره تقرير أصدرته 'بتروليم إكونوميست' في أوائل عام 2013 بأنه انعكاسًا لانخفاض أنتاج مشاريعها في بحر الشمال ومصر. يرجع الأمر لعدد من الأسباب، من بينها إغلاق أحد منصاتها في بحر الشمال وانخفاض تقديرات احتياطي الغاز في مصر. وتوقعت مجموعة بي جي لمرور عام 2013 دون نمو، وفقًا لصحيفة الجارديان.

## العمليات

### مصر
تمثلت بعض استثمارات شل في مصر سابقاً في مناطق امتياز بدر الدين وغرب سترا في الصحراء الغربية التي تقوم بتشغيلها شركة بابتيكو (وهي الشركة القائمة بالعمليات بالنيابة عن الشركاء) وذلك حتى استحوذت شركة كايرون على حصة شل في منطقة الإمتياز.

#### مجموعة بي جي
دخلت مجموعة بي جي السوق المصرية عام 1995، عندما تم منحها أسهمًا في منطقتي امتياز رشيد وغرب الدلتا العميق بالبحر المتوسط، وهي لا تزال تشكل الأصول الرئيسية للشركة في مصر وعلى مدى السنوات، تراكمت لدى مصر ديون إلى بي جي بلغت 1٫2 مليار دولارًا أمريكيًا بحلول نهاية الربع الأول من عام 2013، وفقا لبلومبرغ، أو 100 مليون دولار أمريكي أقل مما كانت عليه في نهاية عام 2012.
مجموعة بي جي مسؤولة عن حوالي ثلث الغاز الذي يجرى انتاجه في مصر. ترتكز أنشطة المجموعة حول الغاز الطبيعي، بدءا من الاستكشاف، ووصولا إلى التطوير، وإنتاج للغاز الطبيعي المسال. وتجري أنشطة الشركة الخاصة بتنمية وإنتاج المنبع في مصر من خلال شركات تشغيل مشتركة. في منطقة امتياز رشيد، تقوم بالتشغيل شركة رشيد للبترول (Rashpetco)، التي تمتلك بي جي حصة 40٪ من أسهمها. أما امتياز غرب الدلتا العميق بالبحر المتوسط، فتشغله شركة برلس للغاز، التي تملك بي جي ربع أسهمها. وتمتلك الهيئة المصرية العامة للبترول المملوكة للدولة 50٪ من أسهم تلك الشركات التي تقوم بالتشغيل، بينما تمتلك بي جي وشركاؤها نسبة 50٪ المتبقية في كل امتياز.
تمتلك المجموعة حقوق تشغيل موقعين بحريين منتجين للغاز بالقرب من دلتا النيل: هما امتياز رشيد (الذي تمتلك المجموعة 80٪ منه، في حين تمتلك شركة إديسون نسبة 20٪ المتبقية) وامتياز غرب الدلتا العميق بالبحر المتوسط (تمتلك بي جي نصف أسهمه، والنص الآخر من نصيب بتروناس).
كما أن بي جي تتمتع بحقوق تشغيل ثلاثة امتيازات بحريه أخرى لدلتا النيل: المنزلة البحرية (تمتلك بي جي نصف أسهمها، والنص الآخر تمتلكه دانا للبترول)، وحقل البرج البحري (للمجموعة 70٪ منه، و30٪ لشركة بتروناس)، وشمال جمصة البحري (تملكه بي جي بالكامل). لدى مجموعة بي جي أيضا أسهمًا في مشروع الغاز الطبيعي المسال المصري (حصتها 35٫5٪ من خط الإنتاج الأول، و38٪ من الثاني).
تقع منشئات الغاز الطبيعي المسال المصري في ادكو في دلتا النيل، حوالي 45 كم شمال شرق الإسكندرية، وتضم خطي إنتاج للغاز الطبيعي المسال. تمتلك الشركة المصرية للغاز الطبيعي المسال كلا من موقع المشروع والمرافق المرتبطة به. وتمتلك مجموعة بي جي حصة 35٫5٪ في الشركة المصرية لتشغيل مشروعات اسالة الغاز (Opco) الشقيقة لها، والتي تقوم بتشغيل خطوط الإنتاج والمرافق. كما تمتلك بي جي كلا من: حصة 35٫5٪ من شركة البحيرة لتسييل الغاز، التي تملك خط الإنتاج الأول، وحصة 38٪ في شركة ادكو لتسييل الغاز التي تمتلك خط الإنتاج الثاني. تقوم مجموعة بي جي وشركاؤها بتوريد الغاز لخطي الإنتاج من حقول امتيازات غرب الدلتا العميقة. لدى خطوط الإنتاج تلك قدرة إنتاجية مجمعة قدرها 7٫2 مليون طن سنويا من الغاز الطبيعي المسال. اعتبارًا من مايو 2013، يعمل واحد فقط من خطي إنتاج للغاز الطبيعي المسال، وتقوم بي جي بتحويل ما يقرب من نصف الغاز الذي ينتج في غرب امتياز الدلتا العميق إلى السوق المحلية.

### مجموعة بي جي في غزة
تقع مجموعة بي جي في قلب النزاع حول استغلال حقل الغاز البحري الذي يطل عليه قطاع غزة، فالمجموعة هي المساهم الرئيسي فيه. في البداية تم منح المجموعة وشريكتها - شركة المقاولين الدولية الموحدة (CCC) - الإذن بالتنقيب عن النفط والغاز في 1999 من خلال السلطة الفلسطينية. وبعد نجاح المجموعة في حفر بئرين بهما احتياطي يصل إلى نحو 1٫4 تريليون قدم مكعب في عام 2000، نشأ خلاف سياسي بين الحكومة الإسرائيلية، والسلطة الفلسطينية، وحماس التي تحكم غزة حول الإنتاج والاستهلاك والإيرادات.
في عام 2007، توقفت بي جي عن المفاوضات مع الحكومة الإسرائيلية حول مبيعات الغاز من حقل غزة البحري وأغلقت مكتبها في إسرائيل عام 2008. ووفقًا لبرقية دبلوماسية أمريكية مسربة تعود إلى عام 2008، قال مسؤول كبير في بي جي مصر أن الشركة لم تكن تتوقع أي تحرك في المستقبل القريب بشأن تطوير حقل الغاز «في ضوء العناد الإسرائيلي حول السعر، والتطورات السياسية». وفي غزة أشارت تقارير متضاربة في عام 2012 أن بي جي كانت على استعداد لبيع حقوقها من جهة، أواستئناف المفاوضات على تطوير حقل غاز من جهة أخرى.